# Frontenac (Gironde)
Frontenac is een gemeente in het Franse departement Gironde (regio Nouvelle-Aquitaine) en telt 650 inwoners (1999). De plaats maakt deel uit van het arrondissement Langon.

## Geografie
De oppervlakte van Frontenac bedraagt 14,3 km², de bevolkingsdichtheid is 45,5 inwoners per km².
De onderstaande kaart toont de ligging van Frontenac (Gironde) met de belangrijkste infrastructuur en aangrenzende gemeenten.

## Demografie
Onderstaande figuur toont het verloop van het inwonertal (bron: INSEE-tellingen).

## Afbeeldingen

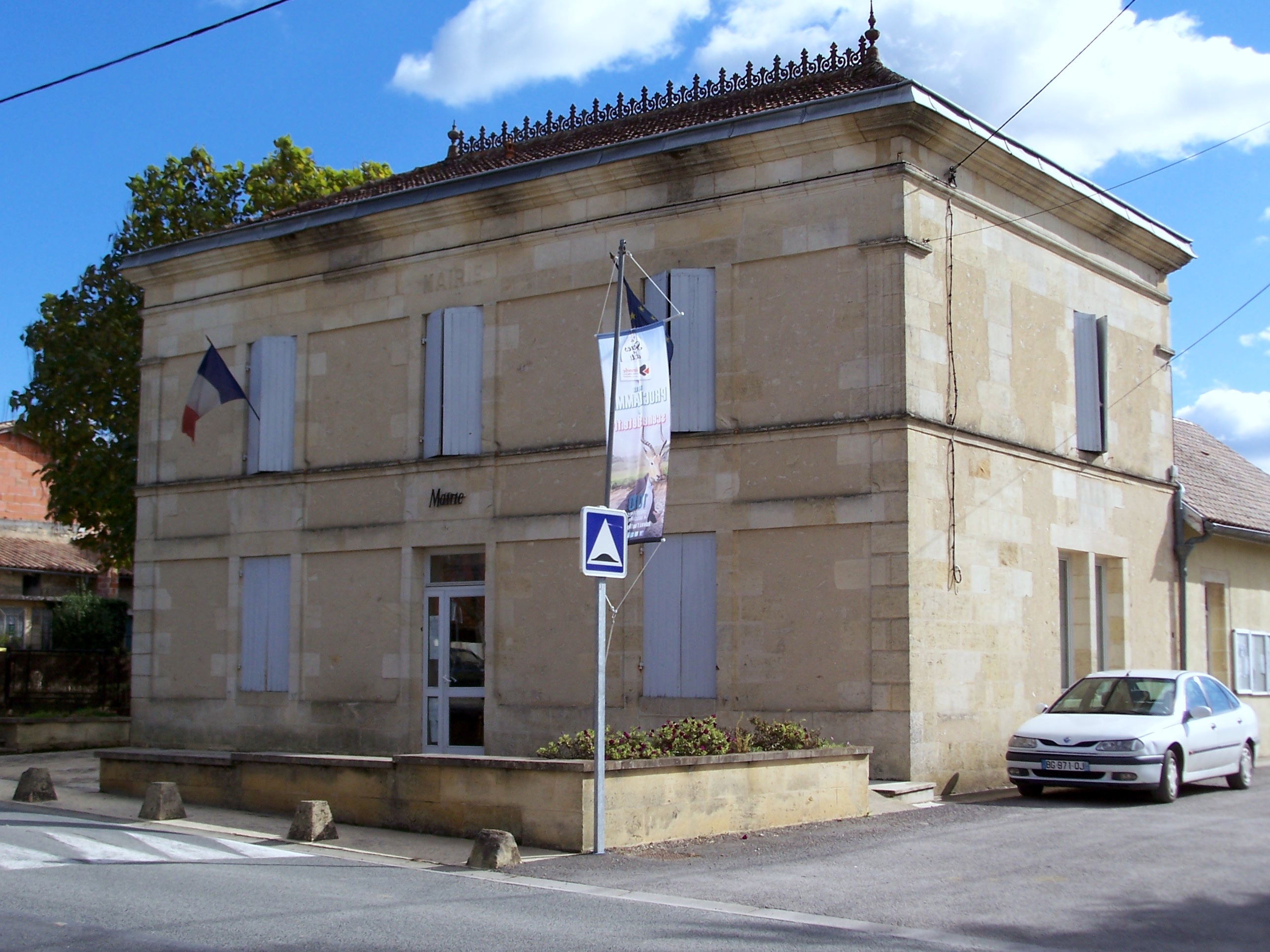
Gemeentehuis
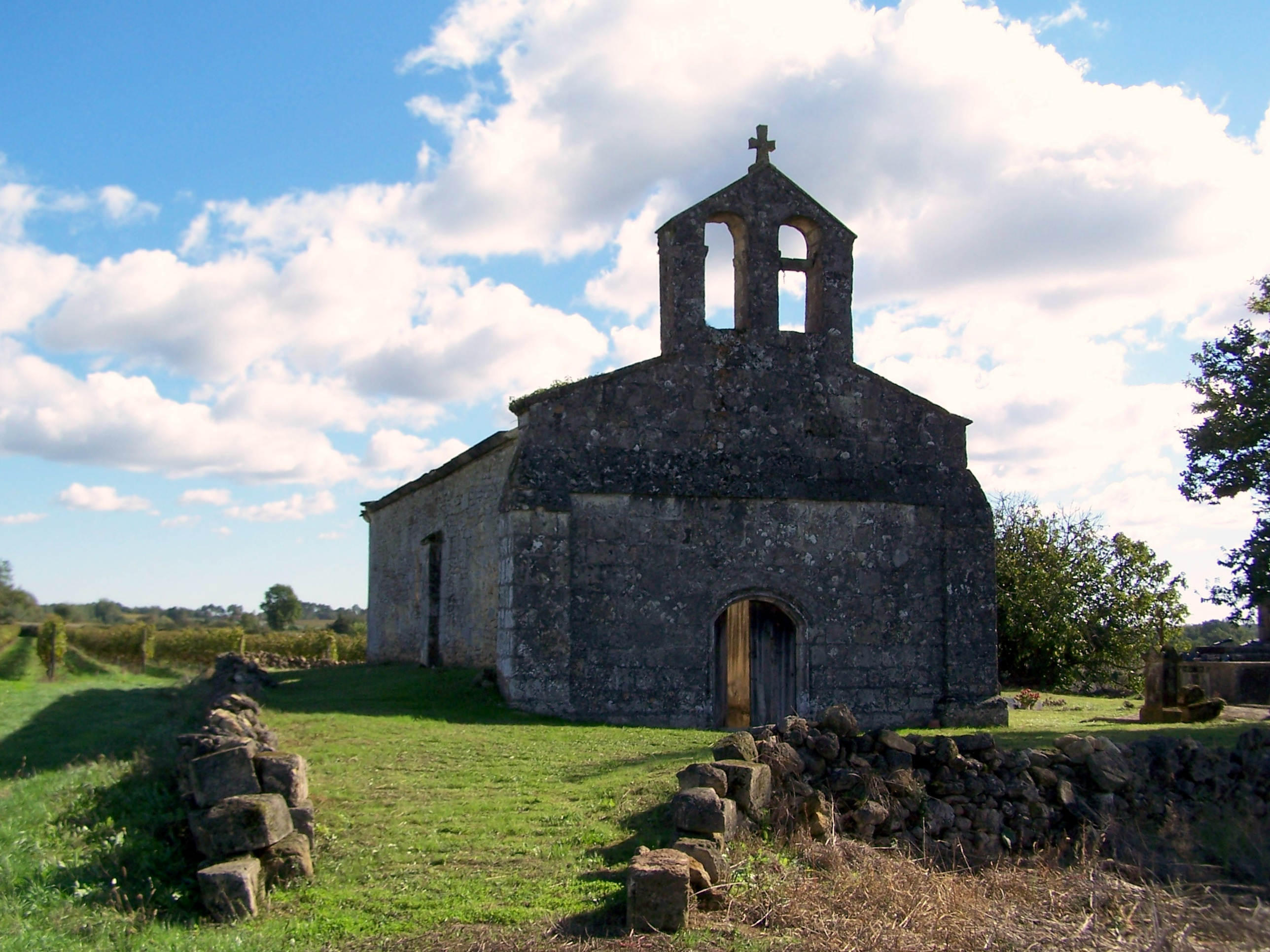
Église Sainte-Présentine
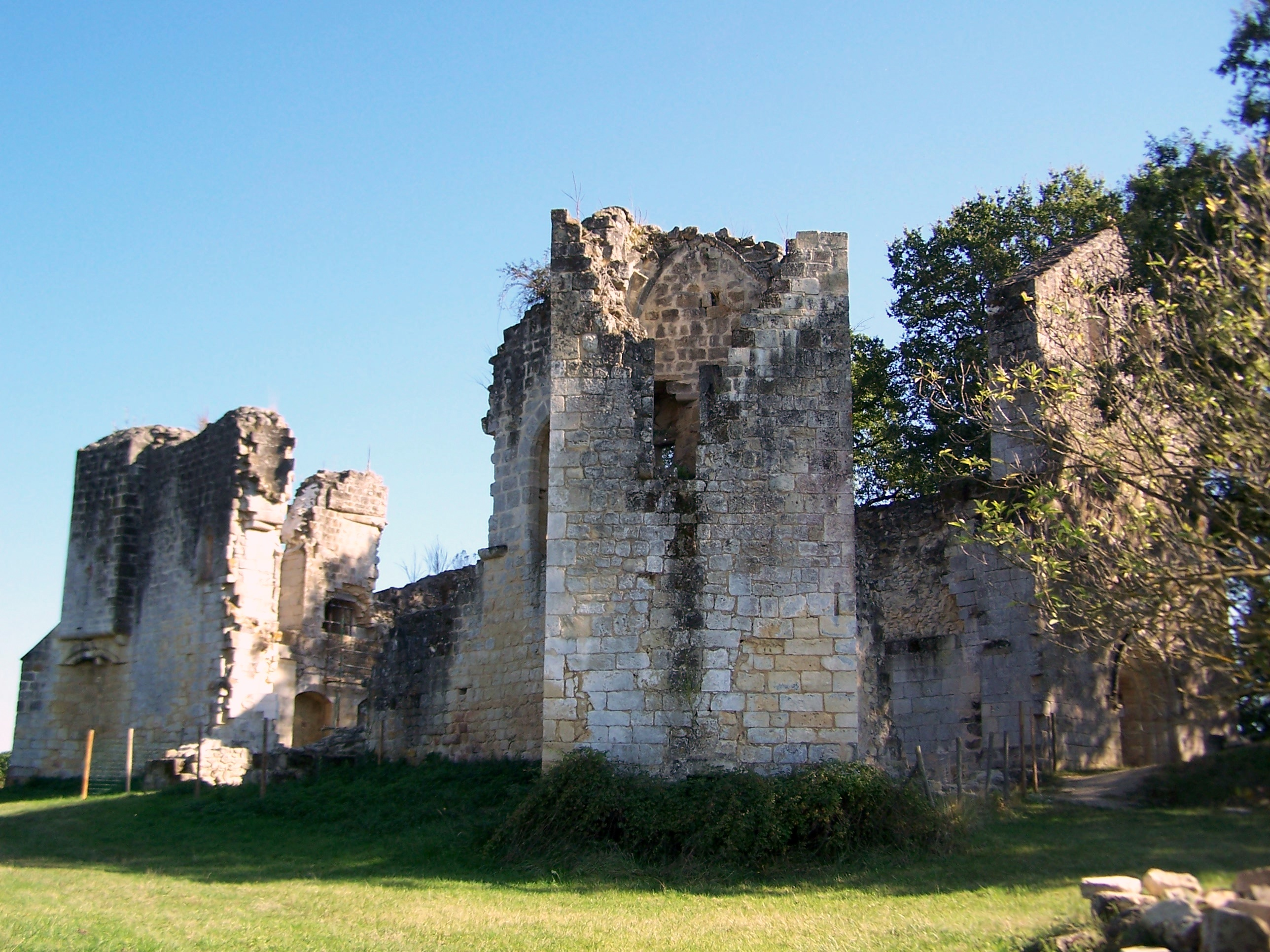
Commanderie de Sallebruneau